# Матяш Роман Якович
Матяш Роман Якович (17 листопада 1894 — 18 листопада 1919) — політичний діяч.

## З життєпису
Народився в с. Мокрий Тагамлик Костянтиноградського повіту Полтавської губернії (нині у складі с. Базилівщина Машівського району Полтавської обл.) в селянській родині. Закінчив Полтавську фельдшерську школу. З 1914 — у російській армії. Після Лютневої революції 1917 — один із керівників організації Української партії соціалістів-революціонерів на Полтавщині, член виконкому Полтавської ради робітничих і солдатських депутатів. З травня 1917 — член Української Центральної Ради від Полтав. губ. В УПСР займав ліві позиції, увійшов до т. зв. лівобережців. Після 4-го з'їзду УПСР (травень 1918) та виокремлення її лівого крила у партію боротьбистів — один із організаторів підпільних боротьбистських осередків на Херсонщині, Катеринославщині, Харківщині. Учасник збройного повстання проти гетьманату на Полтавщині (див. Протигетьманське повстання 1918). Перебував в опозиції до Директорії Української Народної Республіки і був організатором політичного виступу проти неї на селянському з'їзді Полтавщини (грудень 1918). 1919 — секретар Полтавського губернського комітету УПСР (комуністів–боротьбистів). Під час денікінської окупації (див. Денікіна режим в Україні 1919—1920) — у підпіллі, губернський емісар ЦК Української комуністичної партії (боротьбистів) на Харківщині. Загинув, пробираючись на явку і випадково потрапивши вночі під потяг неподалік Харкова.